# 화폐석
화폐석(貨幣石, nummulite)는 신생대 에오세부터 중신세까지 살았던 석회질의 껍질을 가진 단세포 생물이다. 남서아시아 주변과 지중해 지역에서 발견되었으며, 크기는 약 1.3 ~ 5 센티미터 (0.51 ~ 1.97 in) 정도이다.

## 쓰임

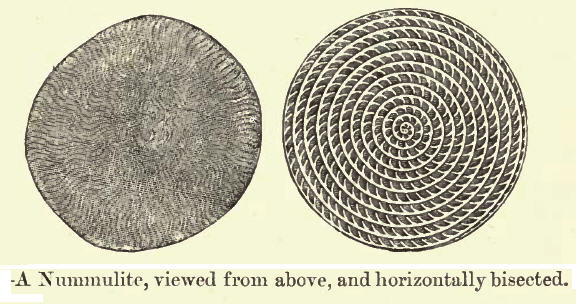
화폐석의 단면도

화폐석은 주로 해당 화석이 발견된 지층이 어느 시대의 지층인지 알려주는 하나의 수단으로 작용한다. 고대 이집트인들은 화폐석을 동전처럼 사용했으며, 피라미드를 건설할 때 화폐석이 포함된 석회석을 사용해 건설하기도 했다.